# گروس سفلی
گروس سفلی، روستایی از توابع بخش مرکزی شهرستان صحنه در استان کرمانشاه ایران است. این روستا در ۲۵ کیلومتری شهرستان صحنه و در کنار رودخانه گاماسیاب و  امام زاده خلیل الله واقع شده است. این روستا به علت داشتن دربند گروس به یکی از روستاهای گردشگری شهرستان صحنه تبدیل شده است.